# Medaillenspiegel der Olympischen Sommerspiele 2016
Diese Tabelle zeigt den Medaillenspiegel der Olympischen Sommerspiele 2016 in Rio de Janeiro. Die Platzierungen sind nach der Anzahl der gewonnenen Goldmedaillen sortiert, gefolgt von der Anzahl der Silber- und Bronzemedaillen (lexikographische Ordnung). Weisen zwei oder mehr Länder eine identische Medaillenbilanz auf, werden sie alphabetisch geordnet auf dem gleichen Rang geführt. Dies entspricht dem System, das vom Internationalen Olympischen Komitee (IOC) verwendet wird.
86 der 207 teilnehmenden Nationen gewannen in den 306 ausgetragenen Wettbewerben mindestens eine Medaille. Von diesen gewannen 59 mindestens eine Goldmedaille. Zum ersten Mal einen Olympiasieger stellten Bahrain, die Elfenbeinküste, Fidschi, Jordanien, Kosovo, Puerto Rico, Singapur, Tadschikistan und Vietnam (allerdings erhielt Bahrain 2017 rückwirkend eine Goldmedaille für 2012 zugesprochen). Es handelte sich auch um die ersten olympischen Medaillen überhaupt für Fidschi, Jordanien und Kosovo.

## Medaillenspiegel
| Platz | Mannschaft                           | Gold | Silber | Bronze | Gesamt |
| ----- | ------------------------------------ | ---- | ------ | ------ | ------ |
| 01    | Vereinigte Staaten (USA)             | 46   | 37     | 38     | 121    |
| 02    | Großbritannien (GBR)                 | 27   | 23     | 17     | 67     |
| 03    | China (CHN)                          | 26   | 18     | 26     | 70     |
| 04    | Russland (RUS)                       | 19   | 17     | 20     | 56     |
| 05    | Deutschland (GER)                    | 17   | 10     | 15     | 42     |
| 06    | Japan (JPN)                          | 12   | 8      | 21     | 41     |
| 07    | Frankreich (FRA)                     | 10   | 18     | 14     | 42     |
| 08    | Südkorea (KOR)                       | 9    | 3      | 9      | 21     |
| 09    | Italien (ITA)                        | 8    | 12     | 8      | 28     |
| 10    | Australien (AUS)                     | 8    | 11     | 10     | 29     |
| 11    | Niederlande (NED)                    | 8    | 7      | 4      | 19     |
| 12    | Ungarn (HUN)                         | 8    | 3      | 4      | 15     |
| 13    | Brasilien (BRA)                      | 7    | 6      | 6      | 19     |
| 14    | Spanien (ESP)                        | 7    | 4      | 6      | 17     |
| 15    | Kenia (KEN)                          | 6    | 6      | 1      | 13     |
| 16    | Jamaika (JAM)                        | 6    | 3      | 2      | 11     |
| 17    | Kroatien (CRO)                       | 5    | 3      | 2      | 10     |
| 18    | Kuba (CUB)                           | 5    | 2      | 4      | 11     |
| 19    | Neuseeland (NZL)                     | 4    | 9      | 5      | 18     |
| 20    | Kanada (CAN)                         | 4    | 3      | 15     | 22     |
| 21    | Usbekistan (UZB)                     | 4    | 2      | 7      | 13     |
| 22    | Kolumbien (COL)                      | 3    | 2      | 3      | 8      |
| 23    | Schweiz (SUI)                        | 3    | 2      | 2      | 7      |
| 24    | Iran (IRI)                           | 3    | 1      | 4      | 8      |
| 25    | Griechenland (GRE)                   | 3    | 1      | 2      | 6      |
| 26    | Argentinien (ARG)                    | 3    | 1      | —      | 4      |
| 27    | Dänemark (DEN)                       | 2    | 6      | 7      | 15     |
| 28    | Schweden (SWE)                       | 2    | 6      | 3      | 11     |
| 29    | Südafrika (RSA)                      | 2    | 6      | 2      | 10     |
| 30    | Kasachstan (KAZ)                     | 2    | 5      | 10     | 17     |
| 31    | Ukraine (UKR)                        | 2    | 5      | 4      | 11     |
| 32    | Serbien (SRB)                        | 2    | 4      | 2      | 8      |
| 33    | Polen (POL)                          | 2    | 3      | 6      | 11     |
| 34    | Nordkorea (PRK)                      | 2    | 3      | 2      | 7      |
| 35    | Belgien (BEL)                        | 2    | 2      | 2      | 6      |
| 0     | Thailand (THA)                       | 2    | 2      | 2      | 6      |
| 37    | Slowakei (SVK)                       | 2    | 2      | —      | 4      |
| 38    | Georgien (GEO)                       | 2    | 1      | 4      | 7      |
| 39    | Aserbaidschan (AZE)                  | 1    | 7      | 10     | 18     |
| 40    | Belarus (BLR)                        | 1    | 4      | 4      | 9      |
| 41    | Türkei (TUR)                         | 1    | 3      | 4      | 8      |
| 42    | Armenien (ARM)                       | 1    | 3      | —      | 4      |
| 43    | Tschechien (CZE)                     | 1    | 2      | 7      | 10     |
| 44    | Äthiopien (ETH)                      | 1    | 2      | 5      | 8      |
| 45    | Slowenien (SLO)                      | 1    | 2      | 1      | 4      |
| 46    | Indonesien (INA)                     | 1    | 2      | —      | 3      |
| 47    | Rumänien (ROU)                       | 1    | 1      | 2      | 4      |
| 48    | Bahrain (BRN)                        | 1    | 1      | —      | 2      |
| 0     | Vietnam (VIE)                        | 1    | 1      | —      | 2      |
| 50    | Chinesisch Taipeh (TPE)              | 1    | —      | 2      | 3      |
| 51    | Bahamas (BAH)                        | 1    | —      | 1      | 2      |
| 0     | Elfenbeinküste (CIV)                 | 1    | —      | 1      | 2      |
| 0     | Unabhängige Olympiateilnehmer (IOA)* | 1    | —      | 1      | 2      |
| 54    | Fidschi (FIJ)                        | 1    | —      | —      | 1      |
| 0     | Jordanien (JOR)                      | 1    | —      | —      | 1      |
| 0     | Kosovo (KOS)                         | 1    | —      | —      | 1      |
| 0     | Puerto Rico (PUR)                    | 1    | —      | —      | 1      |
| 0     | Singapur (SGP)                       | 1    | —      | —      | 1      |
| 0     | Tadschikistan (TJK)                  | 1    | —      | —      | 1      |
| 60    | Malaysia (MAS)                       | —    | 4      | 1      | 5      |
| 61    | Mexiko (MEX)                         | —    | 3      | 2      | 5      |
| 62    | Venezuela (VEN)                      | —    | 2      | 1      | 3      |
| 63    | Algerien (ALG)                       | —    | 2      | —      | 2      |
| 0     | Irland (IRL)                         | —    | 2      | —      | 2      |
| 65    | Litauen (LTU)                        | —    | 1      | 3      | 4      |
| 66    | Bulgarien (BUL)                      | —    | 1      | 2      | 3      |
| 67    | Indien (IND)                         | —    | 1      | 1      | 2      |
| 0     | Mongolei (MGL)                       | —    | 1      | 1      | 2      |
| 69    | Burundi (BDI)                        | —    | 1      | —      | 1      |
| 0     | Grenada (GRN)                        | —    | 1      | —      | 1      |
| 0     | Katar (QAT)                          | —    | 1      | —      | 1      |
| 0     | Niger (NIG)                          | —    | 1      | —      | 1      |
| 0     | Philippinen (PHI)                    | —    | 1      | —      | 1      |
| 74    | Norwegen (NOR)                       | —    | —      | 4      | 4      |
| 75    | Ägypten (EGY)                        | —    | —      | 3      | 3      |
| 0     | Tunesien (TUN)                       | —    | —      | 3      | 3      |
| 77    | Israel (ISR)                         | —    | —      | 2      | 2      |
| 78    | Dominikanische Republik (DOM)        | —    | —      | 1      | 1      |
| 0     | Estland (LAT)                        | —    | —      | 1      | 1      |
| 0     | Finnland (FIN)                       | —    | —      | 1      | 1      |
| 0     | Marokko (MAR)                        | —    | —      | 1      | 1      |
| 0     | Nigeria (NGR)                        | —    | —      | 1      | 1      |
| 0     | Österreich (AUT)                     | —    | —      | 1      | 1      |
| 0     | Portugal (POR)                       | —    | —      | 1      | 1      |
| 0     | Trinidad und Tobago (TTO)            | —    | —      | 1      | 1      |
| 0     | Vereinigte Arabische Emirate (UAE)   | —    | —      | 1      | 1      |
|       | Gesamt                               | 306  | 307    | 359    | 972    |

- Als unabhängige Olympiateilnehmer traten Athleten aus Kuwait an.